# Mlaștina Beneș
Mlaștina Beneș este o arie protejată de interes național ce corespunde categoriei a IV-a IUCN (rezervație naturală de tip floristic și faunistic), situată în estul Transilvaniei, pe teritoriul județului Harghita.

## Localizare
Aria naturală se află în sud-estul județului Harghita (în Depresiunea Ciucului, la poalele vestice ale Munților Harghitei și cele estice ale Munților Ciucului, pe malul stâng al Oltului), pe teritoriul administrativ al comunei Tușnad (în partea sudică a satului Vrabia), în imediata vecinătate a drumului județean DJ123A, care leagă localitatea Tușnad de Cetățuia.

## Descriere

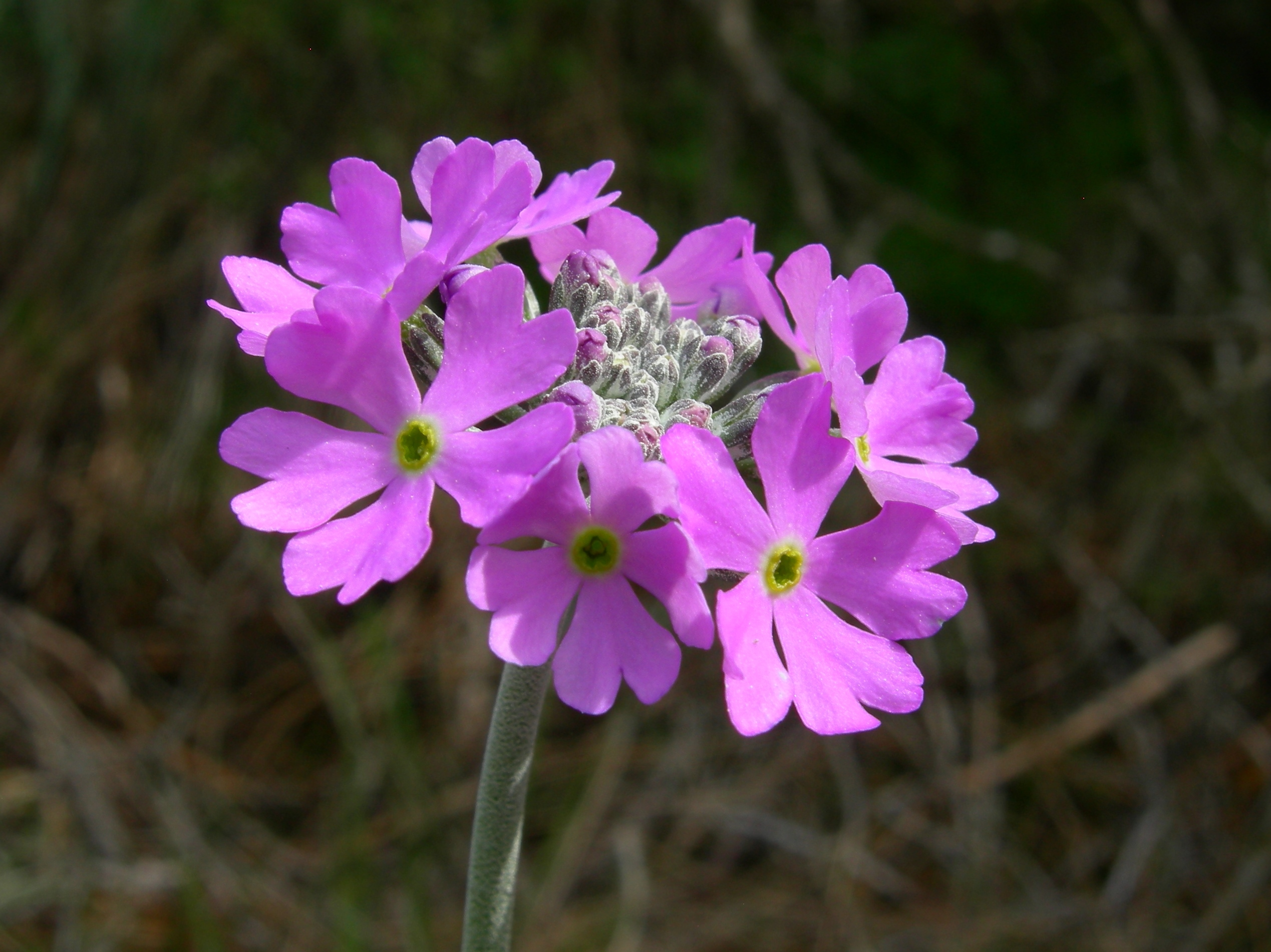
Ochii-broaștei (Primula farinosa)

Rezervația naturală a fost declarată arie protejată prin Legea Nr.5 din 6 martie 2000, publicată în Monitorul Oficial al României, Nr.152 din 12 aprilie 2000, privind aprobarea Planului de amenajare a teritoriului național - Secțiunea a III-a - zone protejate și se întinde pe o suprafață de 4 ha. Aria protejată este inclusă în situl de importanță comunitară - Bazinul Ciucului de Jos; sit ce aparține rețelei ecologice europene - Natura 2000 în România.
Arealul rezervației cuprinde o zonă (umedă) de mlaștini (alimentate de izvoare de ape minerale) și fânețe; ce adăpostește mai multe specii floristice; printre care: ochii-broaștei (Primula farinosa), o garofiță (Dianthus superbus) cunoscută sub denumirea populară de barba ungurului, trifoi-de-baltă (Menyanthes trifoliata), ferigă de apă (Nephrodium thelypteris), ferigă de mlaștină (Dryopteris cristata) sau rogozuri (Carex paniculata, Carex hostiana, Carex diandra); toate protejate la nivel european (Directiva 92/43/CE/anexa I-a din 21 mai 1992 - privind conservarea habitatelor naturale și a speciilor de faună și floră sălbatică). 
Mlaștina Beneș conservă arbori și arbusti cu specii de mesteacăn pitic (Betula nana - relict glaciar), salcie (Salix pentandra L.) și arin (Arinus glutinosa); și protejează câteva specii faunistice  din clasa păsărilor, amfibienilor și reptilelor).